# Brolla

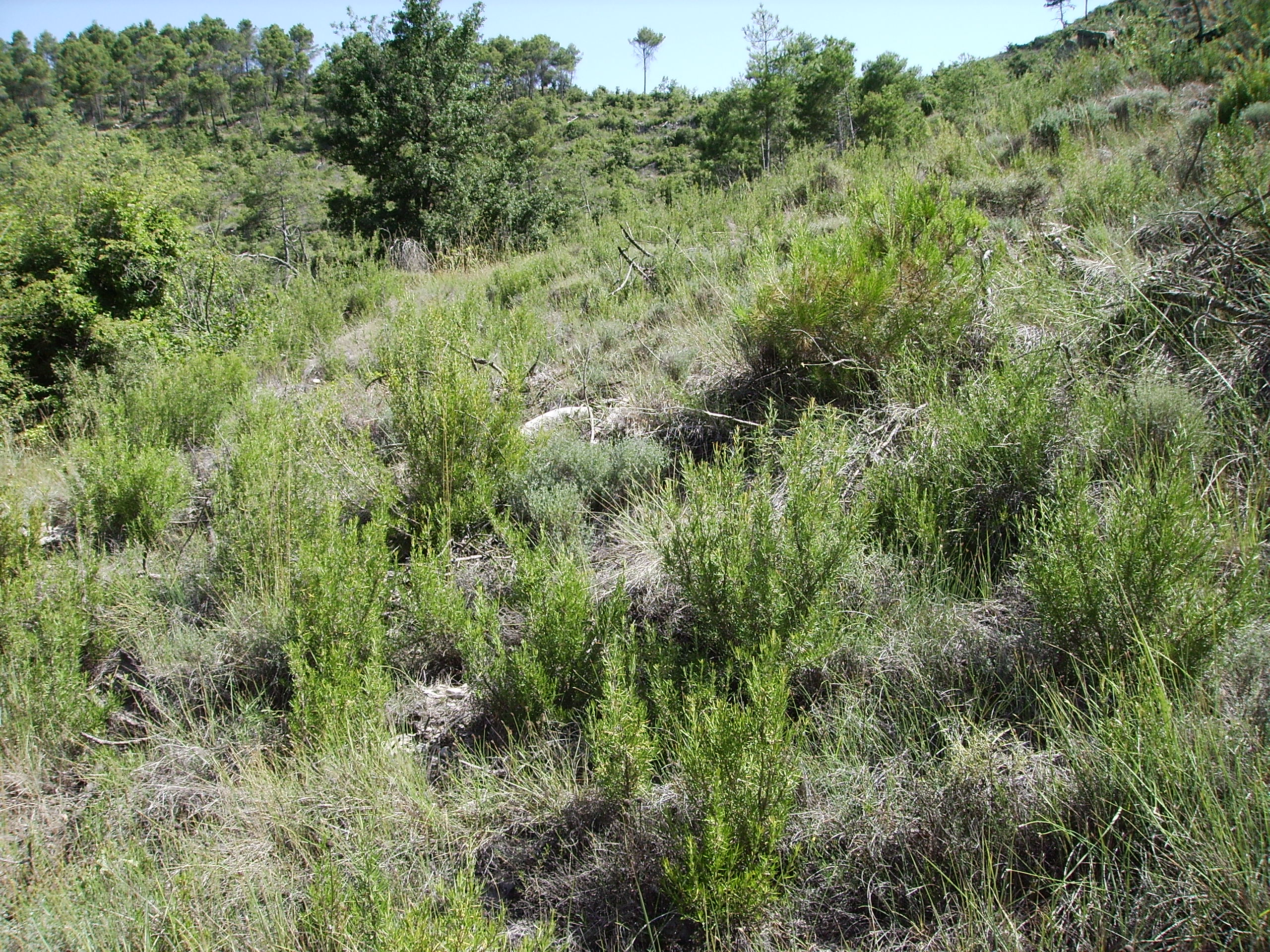
Brolla de romaní a l'estiu

La brolla, brosta, bilorda o bulorda és una formació vegetal que pot recobrir la major part del sòl però deixa passar molta claror. Està constituïda per arbusts, mates i herbes amb una alçada aproximada de 0,5 a 2 metres. La brolla és típica de la regió mediterrània, i és un tipus de vegetació altament inflamable. S'ha estès molt darrerament, car forma una etapa de successió vegetal un cop s'han destruït els boscos. Es pot formar sobre terres calcàries (bruc d'hivern, romaní, carrasca) o silícies (bruc boal i estepes). A les Illes Balears les brolles tenen una constitució pròpia amb la presència d'espècies endèmiques com l'estepa joana.